# Spoorlijn 205
Spoorlijn 205 was een Belgische spoorlijn van Lier naar Oelegem. De spoorlijn was 9,4 km lang.
Deze spoorlijn maakt deel uit van een in 1914 geplande strategische spoorlijn achter de buitenste fortengordel rond Antwerpen. Deze 70 km lange spoorlijn verbond Lillo met Boom, via Brasschaat, Lier en Duffel. Na de Eerste Wereldoorlog bleven het traject Duffel - Lier (opgebroken in 1937) en de industrielijn 205 over.
Het baanvak Lier - Broechem werd geëxploiteerd door de NMBS. Het baanvak Broechem - Oelegem was een privé-spoor, eigendom van de Société Anversoise Foncière et Industrielle (SAFI). In Broechem lag het privéstation Safi waar de wagons werden uitgewisseld met de NMBS. Vandaar wordt de hele spoorlijn tussen Lier en Oelegem ook wel het SAFI-spoor genoemd. In Oelegem werd een verlenging gebouwd langs het Albertkanaal naar de stokerij Meeus in Wijnegem. Tijdens de Koude Oorlog bouwde het Britse leger een aantal aansluitingen, maar de trafiek was kleiner dan verwacht.  Het baanvak Klaplaar - Oelegem werd opgeheven in 1978, het baanvak Lier - Klaplaar in 1988.

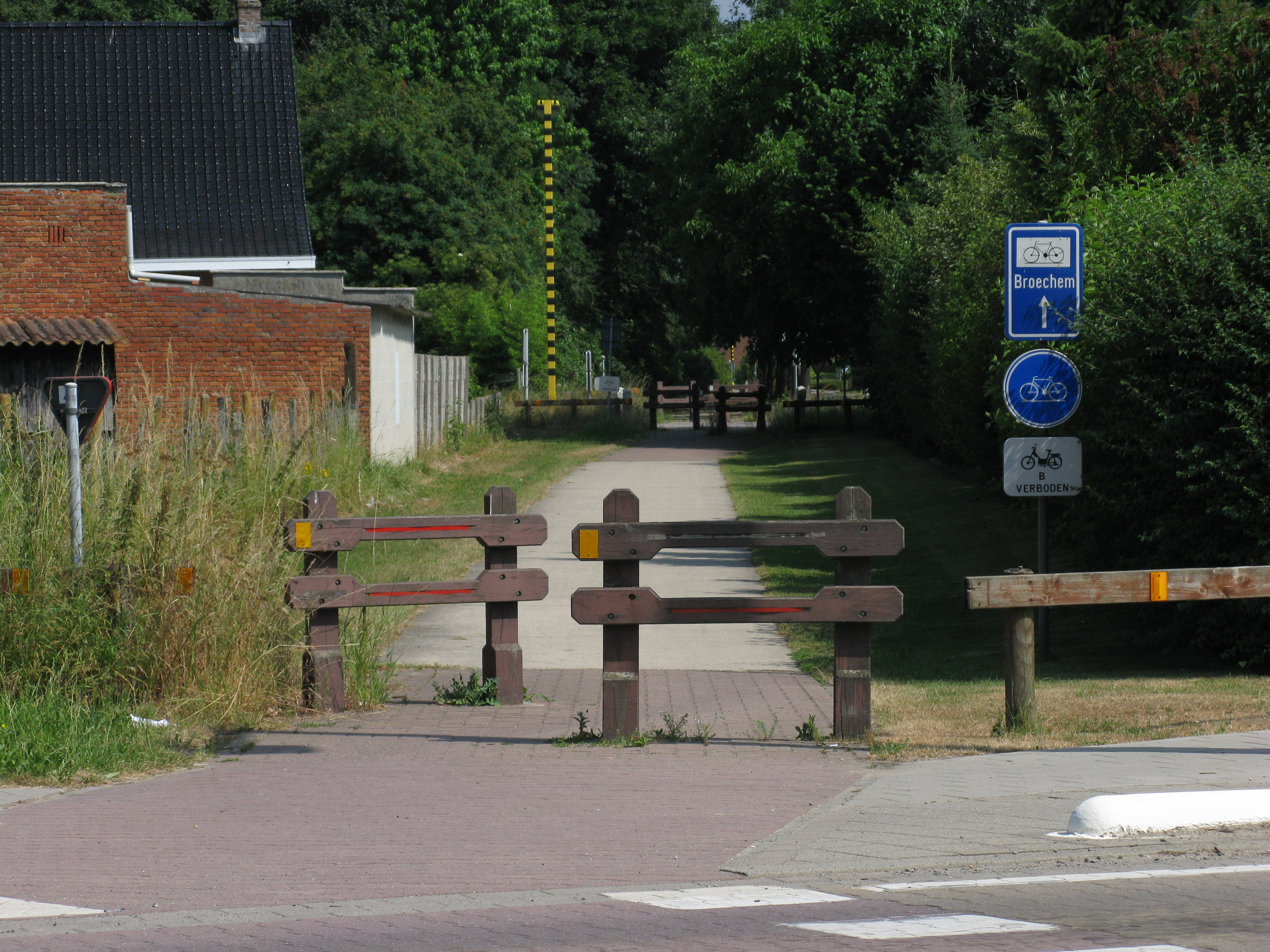
fietspad bij de kruising met de N116 in Broechem

Tussen de R16 en tot voorbij het centrum van Broechem werd op de bedding een autovrij fiets- en wandelpad aangelegd.
In het begin van de jaren 1990 kwam het SAFI-spoor in beeld bij de tweede spoorontsluiting van de haven van Antwerpen, met een traject langs de Antitankgracht en het SAFI-spoor om in Lier aan te sluiten op spoorlijn 16.

## Aansluitingen
In de volgende plaats was er een aansluiting op de volgende spoorlijnen:
Lier
Spoorlijn 13 tussen Kontich en Lier
Spoorlijn 15 tussen Y Drabstraat en Y Zonhoven